# Schizaspidia sabariensis
Schizaspidia sabariensis is een vliesvleugelig insect uit de familie Eucharitidae. De wetenschappelijke naam is voor het eerst geldig gepubliceerd in 1974 door Mani & Dubey.